# Cathedral of Saint Mary of the Assumption

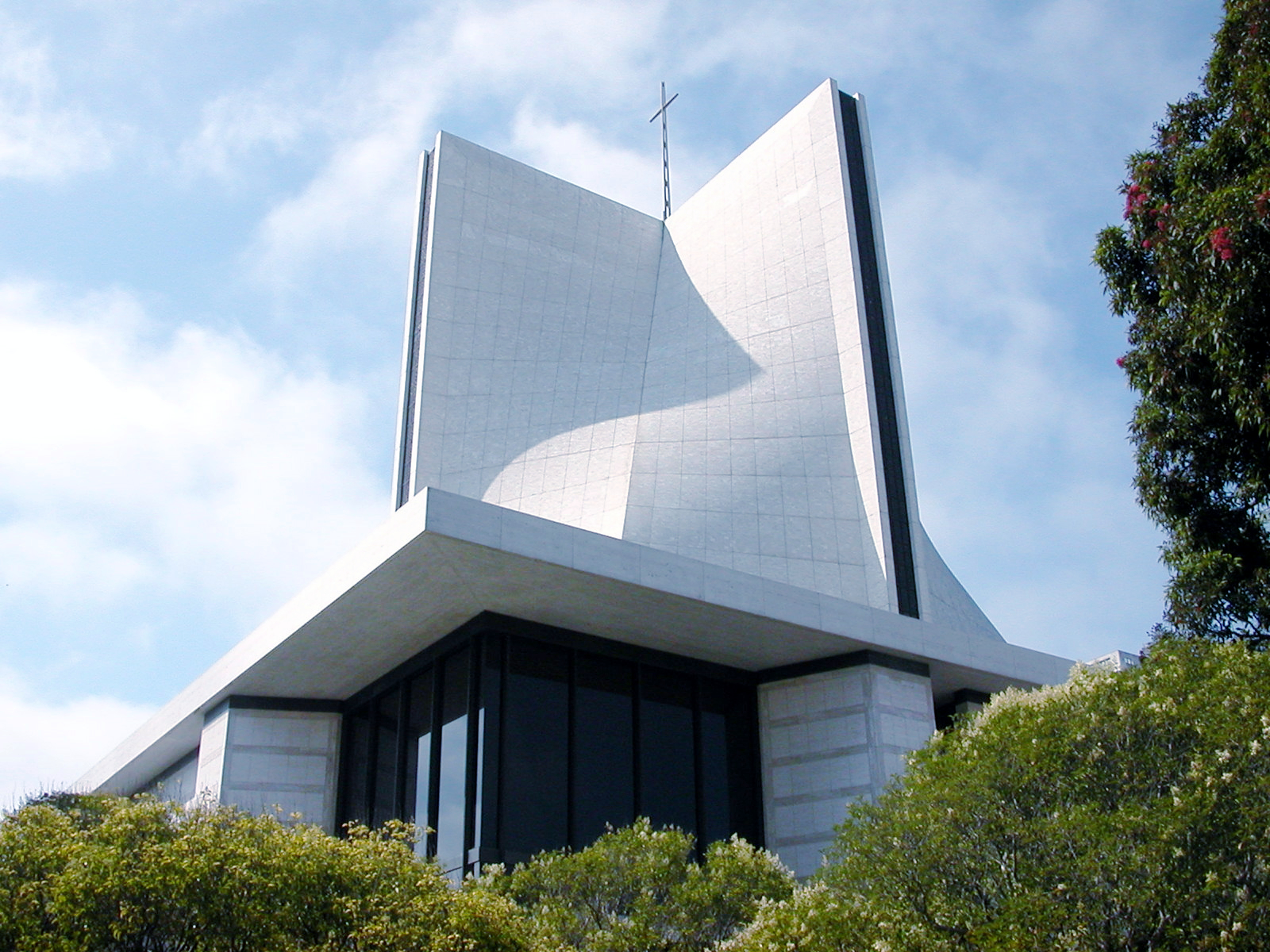
Kathedrale von San Francisco

Die Cathedral of Saint Mary of the Assumption (Kathedrale Mariä Himmelfahrt) in San Francisco, Kalifornien, ist die Kathedrale des Erzbistums San Francisco, das die Countys Marin, San Francisco und San Mateo umfasst. Sie befindet sich auf dem Cathedral Hill.

## Baugeschichte
Das Gotteshaus ist die dritte Kathedrale des Erzbistums San Francisco. Die erste, Old St. Mary’s Cathedral, wurde 1854 als Saint Mary of the Immaculate Conception (Mariä Empfängnis) geweiht. Sie reichte schon nach wenigen Jahrzehnten nicht mehr aus. 1887 bis 1891 entstand die zweite Kathedrale und erhielt den heutigen Namen. Sie wurde am 7. September 1962 durch Brandstiftung vollständig zerstört.
Das jetzige Gebäude spiegelt das Kirchenbild des zeitgleichen Zweiten Vatikanischen Konzils. Der Grundstein wurde am 13. Dezember 1967 gelegt, der Bau wurde drei Jahre später vollendet. Am 5. Mai 1971 wurde die Kirche geweiht. Papst Johannes Paul II. feierte hier während seines USA-Besuchs 1987 eine heilige Messe.

## Architektur

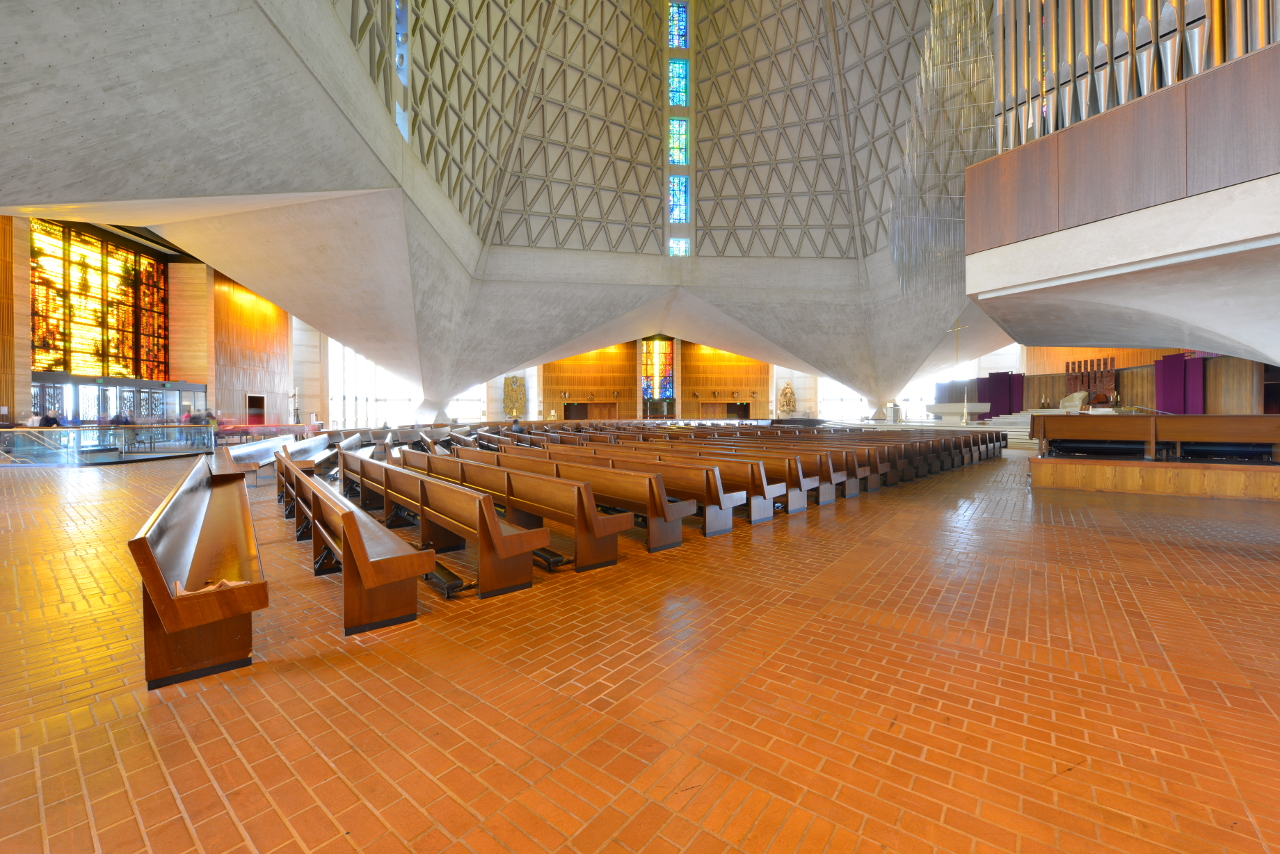
Innenraum, Blick zum Altar (rechts)

Die Kathedrale wurde von einem örtlichen Architektenteam entworfen, John Michael Lee, Paul A. Ryan and Angus McSweeney, in Zusammenarbeit mit international bekannten Architekten, Pier Luigi Nervi und Pietro Belluschi, der damals Dekan der School of Architecture am Massachusetts Institute of Technology war.
Das Satteldach besteht aus acht Segmenten von hyperbolischen Paraboloiden, so dass der Querschnitt unten ein Quadrat ist, oben ein Kreuz. Der Plan erinnert an St. Mary’s Cathedral in Tokio, die zuvor in derselben Dekade erbaut wurde.
Die Grundfläche ist ein Quadrat mit 77 m langen Seiten. Das Bauwerk ist 57,9 m hoch und wird von einem goldenen Kreuz von 16,7 m Höhe gekrönt. Das Dach ist mit Travertin verkleidet. Die Kirche bietet Platz für 2.500 Menschen. Drei Gruppen von Bankreihen sind auf den leicht erhöhten Altar ausgerichtet, den sie von vorne, links und rechts umgeben. Das Gebäude wurde 2007 von der Ortsgruppe des American Institute of Architects für eine Liste der besten Bauwerke in San Francisco vorgeschlagen.

## Ausstattung

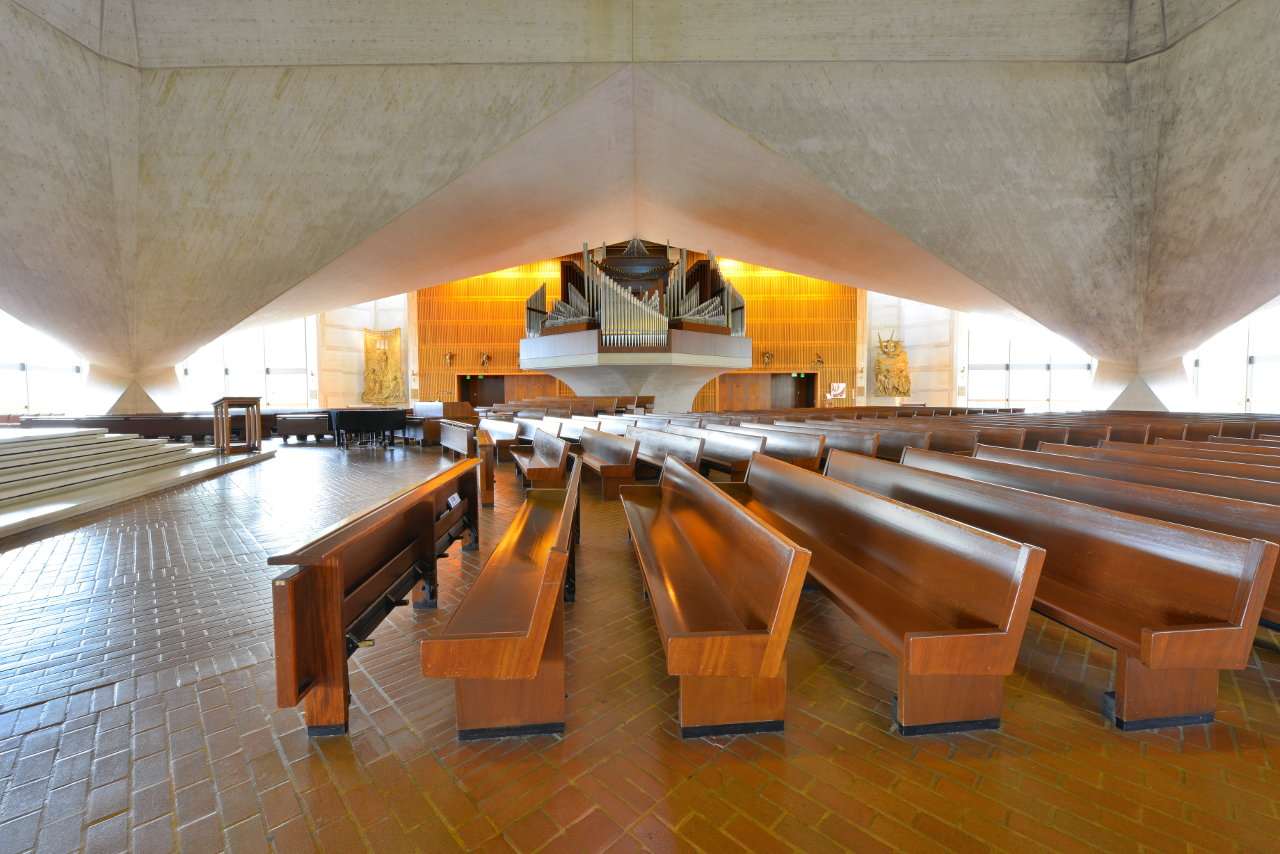
Blick auf die Orgel

Die Orgel wurde im Jahre 1971 von der italienischen Orgelbaufirma Fratelli Ruffatti erbaut. Das Instrument hat 70 Register auf vier Manualwerken und Pedal. Die Spiel- und Registertrakturen sind elektro-pneumatisch.
| I Choir Organ C–g3    |         |
| Viola Pomposa         | 08'     |
| Viola Celeste         | 08'     |
| Holzgedeckt           | 08'     |
| Erzaehler             | 08'     |
| Erzaehler Celeste     | 08'     |
| Principal             | 04'     |
| Flûte à cheminée      | 04'     |
| Nazard                | 02 ⁄3'  |
| Waldflute             | 02'     |
| Tierce                | 01 3⁄5' |
| Kleinmixture III      | 02⁄3'   |
| Clarinetto            | 08'     |
| Tremolo               |         |
|                       |         |
| Trompeta Real (Great) | 08'     |

| II Great Organ C–g3 |        |
| Quintadena          | 16'    |
| Principal           | 08'    |
| Rohrflute           | 08'    |
| Gemshorn            | 08'    |
| Octave              | 04'    |
| Spitzflute          | 04'    |
| Quinte              | 02 ⁄3' |
| Super Octave        | 02'    |
| Mixture IV          | 01 ⁄3' |
| Scharff IV          | 02⁄3'  |
| Trompette           | 08'    |
| Trompeta Real       | 08'    |

| III Swell Organ C–g3 |     |
| Bourdon              | 16' |
| Geigen Principal     | 08' |
| Bourdon              | 08' |
| Flauto Dolce         | 08' |
| Flauto Celeste       | 08' |
| Viole da Gamba       | 08' |
| Viole Celeste        | 08' |
| Octave Geigen        | 04' |
| Nachthorn            | 04' |
| Flautino             | 02' |
| Mixture VI           | 02' |
| Contra Fagotto       | 16' |
| Trompette            | 08' |
| Oboe                 | 08' |
| Clairon              | 04' |
| Tremolo              |     |

| IV Positive Organ C–g3 |        |
| Gedackt                | 08'    |
| Quintadena             | 08'    |
| Principal              | 04'    |
| Koppelflute            | 04'    |
| Octave                 | 02'    |
| Quintflute             | 01 ⁄3' |
| Siffloete              | 01'    |
| Sesquialtera II        | 02 ⁄3' |
| Scharff IV             | 02⁄3'  |
| Zimbel III             | 01⁄4'  |
| Dulzian                | 16'    |
| Krummhorn              | 08'    |
| Musette                | 04'    |
| Tremolo                |        |

| Pedal Organ C–g1       |        |
| Contra Bourdon         | 32'    |
| Principal              | 16'    |
| Dulciana               | 16'    |
| Quintadena (Great)     | 16'    |
| Bourdon (Swell)        | 16'    |
| Subbass                | 16'    |
| Octave                 | 08'    |
| Flute                  | 08'    |
| Choralbass             | 04'    |
| Nachthorn              | 04'    |
| Rauschpfeife III       | 02 ⁄3' |
| Mixture V              | 02'    |
| Contra Bombarde        | 32'    |
| Bombarde               | 16'    |
| Contra Fagotto (Swell) | 16'    |
| Dulzian (Positive)     | 16'    |
| Trompette              | 08'    |
| Clairon                | 04'    |